# Mourad Hdiouad
Mourad Hdiouad (* 10. September 1976) ist ein ehemaliger marokkanischer Fußballspieler.
Seine ersten fußballerischen Schritte unternahm der Mittelfeldspieler bei US Temara und FAR Rabat, bevor er zu al-Ittihad nach Saudi-Arabien wechselte. Von 2001 bis 2005 spielte er für Litex Lowetsch in der bulgarischen A Grupa. In dieser Zeit konnte er im Jahr 2004 den bulgarischen Pokal gewinnen. Im Sommer 2005 schloss er sich dem Ligakonkurrenten ZSKA Sofia an, bevor er 2006 zum FC Augsburg wechselte. Mit diesem Verein spielte Hdiouad bis zum Ende der Saison 2008/09 in der Zweiten Bundesliga. Nach drei Monaten bei Lokomotive Plowdiw beendete er im Jahr 2010 seine Laufbahn.
Außerdem absolvierte Mourad Hdiouad 21 Spiele in der marokkanischen Nationalmannschaft. Sein größter internationaler Erfolg war ein zweiter Platz bei der Afrikameisterschaft 2004.